# 9112 Hatsulars
9112 Hatsulars eller 1997 BU3 är en asteroid i huvudbältet som upptäcktes den 31 januari 1997 av den japanska astronomen Takao Kobayashi vid Ōizumi-observatoriet. Den är uppkallad efter kvinnokören Hatsulars.
Asteroiden har en diameter på ungefär 13 kilometer och den tillhör asteroidgruppen Themis.